# Почечный тубулярный ацидоз
Почечный тубулярный ацидоз — одно из рахитоподобных заболеваний (первичных тубулопатий), характеризующееся постоянным метаболическим ацидозом, низким уровнем бикарбонатов и увеличенной концентрацией хлора в сыворотке крови.
Есть 2 типа этого состояния:
- Тип I — дистальный почечный тубулярный ацидоз — синдром Баттлера-Олбрайта.
- Тип II — проксимальный почечный тубулярный ацидоз

## Клиника

### Синдром Баттлера-Олбрайта
Тип наследования: Аутосомно-рецессивный, аутосомно-доминантный или спорадические случаи.
Патогенез. Дефект ацидогенетической функции дистальных канальцев:
- нарушение активной секреции ионов водорода
- нарушение экскреции ионов водорода
- неспособность дистальных канальцев поддерживать градиент рН, сочетающийся с потерей ионов калия и натрия с мочой
- недостаточность альдостерона

Клиника — клинические признаки начинают проявляться с 6-24 месяцев жизни. Проявляется отставание в росте, рахитоподобные изменения в костях, кризы обезвоживания и полиурия, нефрокальциноз и мочекаменная болезнь, интерстициальный нефрит, пиелонефрит, возможно поражение слухового нерва с последующей тугоухостью, возможна гетерохромия радужной оболочки.
В крови — гипокалиемия, метаболический ацидоз. В моче — реакция щелочная, уменьшение общего количества экскреции титруемых кислот и
аммония, избыточная экскреция калия, гиперкальциурия (выше 4 мг\кг\сут), снижение концентрационной способности. На рентгенограмме — признаки остеопороза. Прогрессирующая вальгусная деформация конечностей. Кальцификаты в мозговом слое почек. Нефролитиаз.

### Тип II — проксимальный почечный тубулярный ацидоз
Тип наследования — спорадические случаи, чаще болеют мальчики.
Патогенез — дефект реабсорбции бикарбонатов в проксимльных канальцах при сохранности ацидогенетической функции.
Клиника — клинические признаки начинают проявляться с 3-18 месяца жизни. Проявляется отставание в росте, рвоты, лихорадки неясного генеза, рахитоподобные изменения костей, полиурия, полидипсия, нефрокальциноз.
В крови — гипохлоремия, метаболический ацидоз. В моче — кислая реакция, высокая экскреция калия, сохранная экскреция титруемых кислот и аммония, снижение концентрационной способности менее выражено. На рентгенограмме — остеопороз, искривление больших берцовых и бедренных костей. Кальцификаты в мозговом слое почек. Нефролитиаз.

## Лечение
Картофельно-капустная диета, ограничение белков животного происхождения, ощелачивающее питье.
Количество потребляемой жидкости увеличено до 2,5 л\м² в сутки.
Основные направления лечения — коррекция ацидоза в острый период (натрия гидрокарбонат в\в капельно); коррекция гипокалиемии, коррекция гипокальциемии, лечение остеомалации (витамин Д и препараты кальция).